# Jonny Arriba
Jonathan Arriba Monroy, detto Jonny (La Vall d'Uixó, 1º novembre 2001), è un calciatore spagnolo, centrocampista del Feirense.

## Carriera
Cresciuto nel settore giovanile del Villarreal, dal 2018 al 2020 ha giocato in prestito, seppur in periodi alternati, al Roda, in Tercera División, la quarta divisione del calcio spagnolo. Durante la stagione 2021-2022 si è alternato tra seconda e terza squadra del Villarreal; in particolare, con la seconda squadra ha giocato per la prima volta in carriera anche partite nella terza divisione spagnola.
Il 26 luglio 2022 è stato ceduto in prestito al Chaves ed il 7 agosto successivo ha esordito in Primeira Liga, subentrando dalla panchina nell'incontro perso per 0-1 contro il Vitória Guimarães; dopo un primo mese di stagione in cui è sempre sceso in campo dalla panchina, il 5 settembre ha giocato la sua prima partita da titolare, nell'1-1 casalingo contro il Rio Ave. Il 23 ottobre 2022 ha segnato il suo primo gol in Portogallo nella partita di campionato vinta per 3-1 in casa contro il Gil Vicente, realizzando nel corso del secondo tempo la rete del momentaneo 2-1.

## Statistiche

### Presenze e reti nei club
Statistiche aggiornate al 26 novembre 2022.
| Stagione        | Squadra         | Campionato      | Campionato | Campionato | Coppe nazionali | Coppe nazionali | Coppe nazionali | Coppe continentali | Coppe continentali | Coppe continentali | Altre coppe | Altre coppe | Altre coppe | Totale | Totale |
| Stagione        | Squadra         | Comp            | Pres       | Reti       | Comp            | Pres            | Reti            | Comp               | Pres               | Reti               | Comp        | Pres        | Reti        | Pres   | Reti   |
| --------------- | --------------- | --------------- | ---------- | ---------- | --------------- | --------------- | --------------- | ------------------ | ------------------ | ------------------ | ----------- | ----------- | ----------- | ------ | ------ |
| 2018-2019       | Roda            | TD              | 1          | 0          |                 | -               | -               |                    | -                  | -                  |             | -           | -           | 1      | 0      |
| 2020-2021       | Roda            | TD              | 25         | 7          |                 | -               | -               |                    | -                  | -                  |             | -           | -           | 25     | 7      |
| Totale Roda     | Totale Roda     | Totale Roda     | 26         | 7          |                 | -               | -               |                    | -                  | -                  |             | -           | -           | 26     | 7      |
| 2021-2022       | Villarreal C    | TDR             | 33         | 13         |                 | -               | -               |                    | -                  | -                  |             | -           | -           | 33     | 13     |
| 2021-2022       | Villarreal B    | PDR             | 4          | 0          |                 | -               | -               |                    | -                  | -                  |             | -           | -           | 4      | 0      |
| 2022-2023       | Chaves          | PL              | 11         | 1          | CP+CdL          | 1+1             | 0               |                    | -                  | -                  |             | -           | -           | 13     | 1      |
| Totale carriera | Totale carriera | Totale carriera | 74         | 21         |                 | 2               | 0               |                    | -                  | -                  |             | -           | -           | 76     | 21     |